# Alexornis antecedens
Alexornis є родом енанціорносових птахів з пізнього крейди (кампан, близько 75 млн років тому) на південному заході Північної Америки. Відомо один вид  — Alexornis antecedens.
Фрагментарні залишки, що містять посткраніальні елементи, були знайдені в штаті Баха-Каліфорнія, Мексика. Спочатку він був описаний як ранній сучасний птах і можливий пращур сиворакшеподібних і дятлоподібних. Подальший аналіз показав, що вони були енанціорнісовими. Іноді в родині Alexornithidae, об'єднуються центрально-азійські роди Kizylkumavis і Sazavis, але це звичайно не вважається правильним і відносини цих птахів ще не вирішені.